# Голлівудська кавалькада
«Голлівудська кавалькада» (англ. Hollywood Cavalcade) — американська кінокомедія Ірвінга Каммінгса 1939 року.

## Сюжет
Майкл Ліннет Коннерс знаходить на Бродвеї перспективну і чарівну актрису на ім'я Моллі Едейр і перетворює її у нову зірку Голлівуду. Однак незабаром сам же її і звільняє за досить прозаїчної причини: вона закрутила роман з одним зі своїх колег по знімальному майданчику, що викликало в Коннерса напад ревнощів. Тепер вчорашній починаючій зірці належить знов видертися на Голлівудський Олімп, причому все це — в оточенні цілої плеяди зірок німого кіно.

## У ролях
- Еліс Фей — Моллі Едейр
- Дон Амічі — Майкл Ліннет Коннерс
- Дж. Едвард Бромберг — Дейв Спінголд
- Алан Кертіс — Нікі Гайден
- Стюарт Ервін — Піт Тінні
- Джед Пруті — шеф поліції
- Бастер Кітон — камео
- Дональд Мік — Лілі Стоут
- Джордж Гівот — англієць